# Christian Rittelmeyer
Christian Rittelmeyer (* 14. September 1940 in Ershausen) ist ein deutscher Psychologe. Er war von 1983 bis 2003 Professor für Erziehungswissenschaft am Institut für Erziehungswissenschaft der Georg-August-Universität Göttingen mit den Arbeitsschwerpunkten Pädagogische Psychologie, Bildungstheorie und Bildungsgeschichte, Ästhetische Bildung, Pädagogische Anthropologie und Forschungsmethoden der Erziehungswissenschaft.

## Leben
Christian Rittelmeyer studierte von 1962 bis 1965 Sozialpädagogik in Dortmund, anschließend von 1966 bis 1971 Psychologie, Biologie und Soziologie in Marburg/Lahn und Hamburg, wo er 1971 sein Diplom in Psychologie erwarb und 1974 promovierte.
Zwischen 1970 und 1980 hatte er mehrere Semester lang Lehraufträge zum Thema „Ästhetische Theorien“ an der Hochschule für Bildende Künste in Braunschweig, Fachbereich Freie Kunst. 1986 gehörte er zu den Gründern der Arbeitsgruppe „Vormoderne Erziehungsgeschichte“ in der Deutschen Gesellschaft für Erziehungswissenschaft. Von 1991 bis 2000 war er Mitherausgeber der Zeitschrift „Bildung und Erziehung“, 1987–1995 Leiter eines Forschungsprojektes zur Wirkung der Schulbau-Architektur auf Schülerinnen und Schüler. 1997/98 war er Dekan der Sozialwissenschaftlichen Fakultät der Georg-August-Universität Göttingen und von 1997 bis 1999 Mitglied des Konzils der Georg-August-Universität Göttingen. Von 1983 bis 2003 lehrte er als ordentlicher Professor für Erziehungswissenschaft an der Georg-August-Universität Göttingen.
Seither arbeitete Rittelmeyer in zahlreichen wissenschaftlichen Beiräten und Gremien, unter anderem in einer Arbeitsgruppe des Wissenschaftsrates zur Hochschul-Akkreditierung, dem wissenschaftlichen Beirat der Freien Hochschule in Stuttgart (Seminar für Waldorfpädagogik), einem Beirat des vom BMBF geförderten Forschungsprojekts der Universität Erlangen zur kulturellen Bildung, einer Gutachtergruppe des BMBF zur Forschungsrichtlinie Kulturelle Bildung, dem Advisory Board des BMBF zur Organisation internationaler Tagungen zur Kulturellen Bildung, als Sachverständiger im Bundestagsausschuss für Bildung, Forschung und Technologiefolgeabschätzung zum Thema MINT-Bildung. Von 2012 bis 2018 war er Mitglied im „Rat für kulturelle Bildung“.

## Schriften (Auswahl)
- Was sollen Kinder lesen. Kriterien, Beispiele, Empfehlungen. Verlag W. Kohlhammer, Stuttgart 2009, ISBN 978-3-17-020618-2
- Digitale Bildung – ein Widerspruch. ATHENA-Verlag, Oberhausen 2018, ISBN 978-3-7455-1031-7
- Rudolf Steiners Mission und Wirkung. Exkursionen in eine fremdartige Bildungslandschaft. Info3 Verlag, Frankfurt am Main 2023, ISBN 978-3-95779-183-2